# Save Me (Shinedown)
Save Me è una canzone registrata dal gruppo hard rock Shinedown. Questa canzone è stato il secondo singolo della band. Save Me è stata la colonna sonora di No Mercy, per l'evento della WWE, ed è il loro secondo singolo con maggior successo commerciale, raggiungendo la posizione numero 1 sul grafico mainstream rock americano (e rimanendo per 12 settimane in classifica). È anche la canzone con posizione più alta di Shinedown della Billboard Hot 100 (dietro Second Chance (numero 7) e If Only You Knew (numero 42), piazzandosi al numero 72.
Le fondamenta della canzone è venuta quando il cantante della band, Brent Smith, aveva solo 15 anni e cominciando a fare tracce demo.
Al momento il singolo è stato rilasciato per la radio, la band stava ancora lavorando per completare l'album, che non è ancora stato masterizzato. Secondo Brent Smith: quando il primo singolo, Save Me, ha colpito la radio, non ho ancora testi scritti per quattro canzoni o avevo cantato gli altri quattro per l'album. Io ero in studio a lavorare il sedere fuori per ottenere finito ".

## Traccia
1. Save Me – 3:33

## Classifiche
| Classifiche (2005)                        | Posizione Massima |
| ----------------------------------------- | ----------------- |
| U.S. Billboard Hot 100                    | 72                |
| U.S. Billboard Hot Mainstream Rock Tracks | 1                 |
| U.S. Billboard Modern Rock Tracks         | 2                 |